# Fidzsi-szigeteki labdarúgó-bajnokság (első osztály)
A Galaxy Premier League, a Fidzsi-szigetek 1977 óta megrendezésre kerülő első osztályú labdarúgó-bajnoksága.
A szezonokat nyolc csapat részvételével bonyolítják le, és az együttesek kétszer mérkőznek meg egymással. Az első két helyezett indulási jogok szerez az Bajnokok Ligájában való szereplésre, míg az utolsó helyezett búcsúzik, és a másodosztály küzdelmeiben folytathatja a következő szezonban.

## Története
A szigetek labdarúgása már 1928-ban szárnyait bontogatta és Vriddhi Kupa néven  három országos labdarúgó sorozatot írtak ki.
1938-ban rendezték az első, Inter-District Championship-et, amely egyenes kiesési rendszerben zajlott. Jelenleg a sorozatban az országos bajnoki cím valamint a nemzeti kupa győztesei mérkőznek meg a szuperkupájért.
Az első hivatalos nemzeti bajnokság megrendezésére 1977-ben került sor. A 2000-es években a Labdarúgó-szövetség bővítette a bajnokság létszámát 10, majd 11 részt vevőre, végül 2014-től visszatértek a megszokott 8 csapatos bajnoki rendszerre.
A nemzeti bajnokság legfelsőbb osztályát, 2015 óta Galaxy Premier League néven jegyzik.

## A 2015-ös szezon résztvevői
| Csapat            | Alapítás éve | Település | Stadion                    | Kapacitás |
| ----------------- | ------------ | --------- | -------------------------- | --------- |
| Ba                | 1935         | Ba        | Govind Park                | 4 000     |
| Labasa            | 1942         | Labasa    | Subrail Park               | 3 000     |
| Lautoka           | 1934         | Lautoka   | Churchill Park             | 15 000    |
| Nadi              | 1937         | Nadi      | Prince Charles Park        | 8 000     |
| Nadroga           | 1938         | Nadroga   | Lawaqa Park                | 12 000    |
| Rewa              | 1928         | Nausori   | Vodafone Ratu Cakobau Park | 8 000     |
| Suva              | 1936         | Suva      | ANZ Stadium                | 30 000    |
| Tailevu/Naitasiri | 1943         | Nausori   | Vodafone Ratu Cakobau Park | 8 000     |

## Az eddigi győztesek
| - 1977: Ba - 1978: Nadi - 1979: Ba - 1980: Nadi - 1981: Nadi - 1982: Nadi - 1983: Nadi - 1984: Lautoka - 1985: Nadi - 1986: Ba - 1987: Ba - 1988: Lautoka - 1989: Nadroga - 1990: Nadroga - 1991: Labasa - 1992: Ba - 1993: Nadroga - 1994: Ba - 1995: Ba - 1996: Suva - 1997: Suva | - 1998: Nadi - 1999: Ba - 2000: Nadi - 2001: Ba - 2002: Ba - 2003: Ba - 2004: Ba - 2005: Ba - 2006: Ba - 2007: Labasa - 2008: Ba - 2009: Lautoka - 2010: Ba - 2011: Ba - 2012: Ba - 2013: Ba - 2014: Suva - 2015: Nadi - 2016: Ba - 2017: Lautoka - 2017: Lautoka |

## A legsikeresebb klubok
| Klub    | Bajnoki cím |
| ------- | ----------- |
| Ba      | 20          |
| Nadi    | 9           |
| Lautoka | 5           |
| Nadroga | 3           |
| Suva    | 3           |
| Labasa  | 2           |